# Зарзур, Алберто
Алберто Зарзур (порт.-браз. Alberto Zarzur; 2 февраля, в некоторых источниках — 22 декабря, в других — 2 декабря 1912, Сан-Паулу — 7 июля 1958, Сан-Паулу)  — бразильский футболист, полузащитник.

## Карьера
Алберто Зарзур начал карьеру в клубе «Атлетико Сантиста». Спустя два года он стал игроком «Сан-Паулу», где провёл три сезона, выиграв чемпионат штата. Затем он перешёл в аргентинский клуб «Сан-Лоренсо», за который провёл единственный матч, 2 июня 1935 года против «Феррокарриль Оэсте» (0:2). Откуда перешёл в «Васко да Гаму». В 1936 году он выиграл с клубом чемпионат штата Рио-де-Жанейро, но этот успех остался для Зарзура единственным во время выступления в «Васко». С 1939 по 1942 год Алберто составлял в клубе знаменитую тройку полузащитников-уроженцев трёх ведущих южноамериканских стран: сам бразилец Зарзур, уругваец Эмануэль Фильола и аргентинец Хосе Луис Дакунто. Эту троицу прозвали «Три Мушкетёра» (порт.-браз. Tres Mosqueteiros). Но все три игрока были уволены после прихода на пост главного тренера Ондино Вьейры, который считал, что эти футболисты имели слишком тесные связи с руководством клуба и оказывали слишком сильное влияние на болельщиков и партнёров по команде. В 1942 году Зарзур вернулся в «Сан-Паулу», выиграв с командой ещё два первенства штата. Всего в составе «Триколор» Алберто провёл 84 матча и забил 1 гол.
В составе сборной Бразилии Зарзур дебютировал 19 января 1937 года в матче чемпионата Южной Америки с Уругваем, в котором его команда победила 3:2. Больше на том турнире Алберто не выступал, а его команда выиграла серебряные медали. В следующий раз в состав сборной Зарзур был вызван в 1940 году, на матчи Кубка Рока с Аргентиной. Более того, он выходил команду на поле в качестве капитана команды. В первой игре Бразилия и Аргентина сыграли вничью 2:2, а во второй встрече Бразилия проиграла 0:3, и трофей достался Аргентине. В следующем месяце турнир был проведён ещё раз, на этот раз на поле Аргентины. В первой игре, в которой капитанствовал Зарзур, Бразилия проиграла 1:6. Во второй встрече Алберто вышел на поле, но капитаном уже был назначен Леонидас, а Бразилия победила со счётом 3:2. В решающей третьей игре Зарзур вновь был на поле, но его команда снова крупно проиграла со счётом 1:5. В том же месяце Зарзур ещё дважды выходил в составе сборной, участвуя в двухматчевом противостоянии с Уругваем на Кубок Рио-Бранко. Первая встреча была бразильцами проиграла, а вторая завершилась вничью 1:1. Этот матч, состоявший 31 марта 1940 года стал последним, проведённым Алберто в футболке национальной команды.
После завершения карьеры игрока, Зарзур стал тренером. В 1947 году он возглавил «Сан-Паулу». Но под его руководством клуб провёл лишь 5 встреч. Он был уволен после разгромного поражения от клуба «Баия» со счётом 2:7.

## Международная статистика
| Матчи Алберто Зарзура за сборную Бразилии | Матчи Алберто Зарзура за сборную Бразилии | Матчи Алберто Зарзура за сборную Бразилии | Матчи Алберто Зарзура за сборную Бразилии | Матчи Алберто Зарзура за сборную Бразилии | Матчи Алберто Зарзура за сборную Бразилии | Матчи Алберто Зарзура за сборную Бразилии |
| ----------------------------------------- | ----------------------------------------- | ----------------------------------------- | ----------------------------------------- | ----------------------------------------- | ----------------------------------------- | ----------------------------------------- |
| №                                         | Дата                                      | Место проведения                          | Оппонент                                  | Счёт                                      | Голы                                      | Турнир                                    |
| 1                                         | 19 января 1937                            | Буэнос-Айрес                              | Уругвай                                   | 3:2                                       | —                                         | Чемпионат Южной Америки                   |
| 2                                         | 18 февраля 1940                           | Сан-Паулу                                 | Аргентина                                 | 2:2                                       | —                                         | Кубок Рока                                |
| 3                                         | 25 февраля 1940                           | Сан-Паулу                                 | Аргентина                                 | 0:3                                       | —                                         | Кубок Рока                                |
| 4                                         | 5 марта 1940                              | Буэнос-Айрес                              | Аргентина                                 | 1:6                                       | —                                         | Кубок Рока                                |
| 5                                         | 10 марта 1940                             | Буэнос-Айрес                              | Аргентина                                 | 3:2                                       | —                                         | Кубок Рока                                |
| 6                                         | 17 марта 1940                             | Авельянеда                                | Аргентина                                 | 1:5                                       | —                                         | Кубок Рока                                |
| 7                                         | 24 марта 1940                             | Рио-де-Жанейро                            | Уругвай                                   | 3:4                                       | —                                         | Кубок Рио-Бранко                          |
| 8                                         | 31 марта 1940                             | Рио-де-Жанейро                            | Уругвай                                   | 1:1                                       | —                                         | Кубок Рио-Бранко                          |

## Достижения
- Чемпион штата Сан-Паулу: 1931, 1943, 1945
- Чемпион штата Рио-де-Жанейро: 1936